# Mesosa subbifasciata
Mesosa subbifasciata là một loài bọ cánh cứng trong họ Cerambycidae.